# Mariarosa Dalla Costa
Mariarosa Dalla Costa (* 28. April 1943 in Treviso) ist eine italienische feministisch-marxistische Aktivistin, Theoretikerin und Dozentin an der Universität Padua. Sie hat maßgeblich an der internationalen Lohn-für-Hausarbeit Kampagne in den 1970ern mitgewirkt, bei der es darum ging, „die zentrale Rolle von Hausarbeit für die kapitalistische Produktionsweise zu betonen“ und die ökonomische Unabhängigkeit von Frauen einzufordern. Dalla Costa gilt als Gründerin der ersten außerparlamentarischen, feministischen Gruppe Italiens.

## Leben
Dalla Costa verbrachte den Großteil ihres Lebens in Italien. Sie nahm in Padua das Studium der Rechtswissenschaften auf, welches sie 1967 mit einer Arbeit über die Philosophie des Rechts abschloss. Dort arbeitete sie über ihren Abschluss hinaus als Assistentin an der Fakultät für Politische Wissenschaften. Ihr politischer Aktivismus nahm einen großen Platz in ihrem Leben ein. Anfangs noch in der italienischen neo-marxistischen Gruppierung Potere Operaio (auf deutsch Arbeitermacht), konzentrierte sich Dalla Costas Arbeit später auf den feministisch-marxistischen Aktivismus. Dabei lag ihr Schwerpunkt vor allem auf dem Thema Haus- bzw. Care-Arbeit. 1972 erschien ihr meistzitiertester Text Frauen und der Umsturz der Gesellschaft; ursprünglich als Flugblatt konzipiert, wurde der Text international diskutiert und in sechs Sprachen übersetzt. Als Aktivistin und Theoretikerin beschäftigte sie sich außerdem mit „der feministischen Bewegung in Italien, Migration, Wohlfahrtstaatlichkeit, dem Pflegenotstand, einer patriarchalen Medizin und Körperpolitik, Commons (Gemeingütern) und vielem mehr.“

## Politischer Werdegang

### 1967–71: Potere Operaio – Arbeitermacht

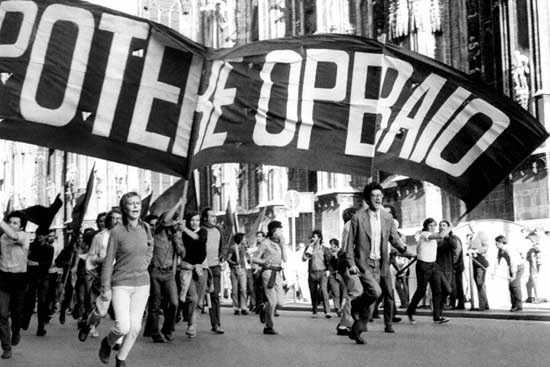
In der neomarxistischen Gruppe Potere Operaio beginnt Dalla Costa's politischer Aktivismus

Dalla Costas politische Wurzeln liegen in der italienischen Arbeiterbewegung, genauer in der Tradition des italienischen Operaismus, einer neomarxistischen Strömung. Sie engagierte sich zwischen 1967 und 1971 in deren wichtigsten Gruppierung, in der Potere Operaio. Diese gründete sich rund um Antonio Negri.
Traditionelle linke Bewegungen hatten jedoch für viele Themen keinen Platz, die für Dalla Costa maßgeblich waren, um die derzeitigen Herrschaftsverhältnisse ganzheitlich zu verstehen und zu überwinden. Der Hauptwiderspruch bestand und besteht laut vieler orthodoxer Marxisten (und Abspaltungen dieser) zwischen dem Proletariat und der Bourgeoisie. Die Arbeiterbewegung ihrer Zeit speiste die Unterdrückung von Frauen und andere intersektionale Verhältnisse, als Nebenwiderspruch ab und nahm ihnen so ihren Wert.
Doch marxistische Feministinnen, unter anderem auch Dalla Costa, forderten die Beschäftigung mit Themen wie Hausarbeit, Sexismus und Gewalt in der Familie in der Arbeiterbewegung ein. Die Frauen, die in der italienischen Arbeiterbewegung aktiv waren, beobachteten patriarchale Mechanismen nicht nur in ihrer Lohnarbeit oder ihrer Familie, sondern auch in ihrem politischen Aktivismus selbst. Ihre Kritik an patriarchalen Mustern traf innerhalb der eigenen gemischtgeschlechtlichen Gruppen nicht auf breiten Zuspruch. Dies hatte den Austritt einiger Frauen zur Folge, die sich wiederum zu eigenen feministischen Gruppen sammelten.

### Ab 1971: Lotta Feminista – Feministischer Kampf
Enttäuscht von Potere Operaio, war es schließlich Dalla Costa, die die erste außerparlamentarische feministische Organisation Lotta Feminista (dt. feministischer Kampf) gründete. Ende der 1960er entwickelten sich im Zuge der zweiten internationalen Frauenbewegung in Italien zwei zentrale Zugänge des feministischen Aktivismus: das Organisieren in Selbst-Erfahrungs-Gruppen oder den militanten operaistischen Weg durch Lotta Feminista bzw. innerhalb der Komitees der Lohn-für Hausarbeit Kampagne. Beide Zugänge waren von dem starken ideologischem Einfluss der katholischen Kirche in Italien und der im europäischen Vergleich niedrigen Erwerbsarbeitsquote von Frauen geprägt. In den Selbst-Erfahrungs-Gruppen ging es darum, Herrschaftsverhältnisse im privaten Raum als solche sichtbar zu machen. Parallel dazu rief Dalla Costa 1971 gemeinsam mit anderen Frauen die erste Gruppe von Lotta Feminista ins Leben. Ausgehend von Padua bildeten sich in mehreren Teilen Italiens Gruppen von Lotta Feminista. Besonders stark waren diese in den Regionen Venetien und Emilia-Romagna, eher schwach aufgestellt in den großen Städten, unter anderem in Mailand und Rom. Dieser Zusammenschluss wies immer noch zentrale Elemente des italienischen Operaismus auf. So kann der militante Zugang auf nationaler Ebene, aus den bisherigen Erfahrungen Dalla Costa’s in der Gruppe Potere Operaio hergeleitet werden. Genauso liegt der theoretische Fokus von Lotta Feminista auf dem Klassenkampf selbst, also auf den sozialen Bewegungen, die sich aufgrund der Klassenwidersprüche entwickeln und nach historisch-materialistischer Geschichtsauffassung, die Geschichte vorantreiben. Im Gegensatz dazu steht der traditionelle marxistische Zugang. Bei diesem wird versucht, ausgehend von einer abstrakten Untersuchung des Kapitalismus, allgemeingültige politische Handlungsoptionen abzuleiten. Dennoch unterscheidet sich Dalla Costa’s Zugang wesentlich vom traditionellen italienischen Operaismus, da er die Geschlechterverhältnisse in jeder Sphäre miteinbezieht.

### Ab 1972: International Feminist Collective
Das International Feminist Collective wurde 1972 von Mariarosa Dalla Costa, Selma James, Brigitte Galtier und Silvia Federici begründet. Das Kollektiv war vor allem in den USA, Kanada und in Europa, in Ländern wie Großbritannien oder Deutschland aktiv. Tätigkeiten des internationalen feministischen Netzwerks umfassten unter anderem das Organisieren von internationalen Konferenzen und die Ausarbeitung und Durchführung der internationalen Lohn-für-Hausarbeit Kampagne.

### Lohn-für-Hausarbeit Kampagne

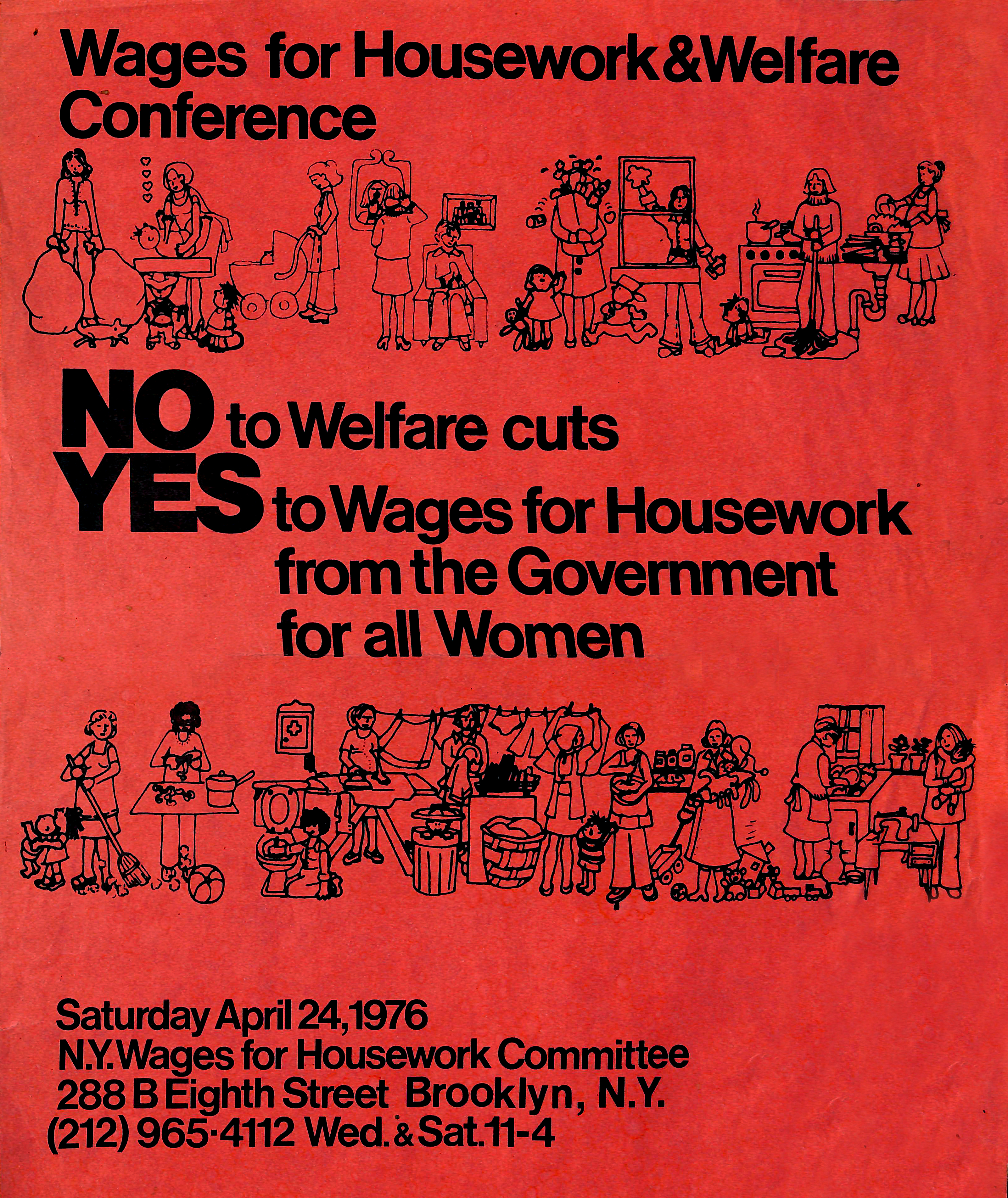
Plakat der Lohn-für-Hausarbeit-Kampagne, New York 1976

Den Anstoß zur Bildung von Komitees für die Lohn-für-Hausarbeit Kampagne gab das von James und Dalla Costa 1972 verfasste Werk Die Macht der Frauen und der Umsturz der Gesellschaft. In diesem schreiben sie noch nicht explizit davon, Hausarbeit entlohnen zu wollen. Die Forderung tauchte jedoch im Zuge der anschließenden Diskussion auf und verursacht soviel internationales Aufsehen, dass ihre Ansätze noch bis heute in der einen oder anderen Form weiter existieren. Ziel der Idee Lohn für Hausarbeit einzufordern, war es zum einen, den Marx’schen Produktivitätsbegriff in Bezug auf Bewertung von Arbeit auszuweiten. Also die blinden Flecken der marxistischen Kapitalismuskritik bzw. Marx’ Ökonomischer Theorie aufzuzeigen. Auf der anderen Seite sollte die Wichtigkeit von Frauen an der Teilnahme an Kämpfen gegen die herrschende Klasse und das Kapital herausgestrichen werden. Dalla Costa machte überdies hinaus, ganz im Sinne der Internationalität der darauf folgenden Kampagne, eine Perspektive für einen globalen feministischen Aufstand auf. Sie sah Hausarbeit als die gemeinsame Erfahrung an, die alle Frauen weltweit miteinander verband und somit als die Basis, von der gemeinsame Kampf starten musste. 
„Wir fordern vom Staat Lohn für Hausarbeit für allen (sic!) Frauen,
...um die Hausarbeit zu verringern und zu verweigern
...um die Bedingungen und den Lohn am zweiten Arbeitsplatz zu bestimmen und ob wir ihn überhaupt wollen
...um den Männern unabhängig entgegentreten zu können
...um Kinder zu haben, falls und wann wir wollen
...um zu bestimmen, welche Sexualität wir wollen
...um unseren Kindern zu geben, was wir für richtig halten
...um bezahlten Urlaub zu bekommen VON ALLER ARBEIT.“

– Programm der Lohn-für-Hausarbeit Kampagne

### Dalla Costa’s theoretischer Beitrag zur Lohn-für-Hausarbeit Kampagne

#### Die Frauenfrage ist eine Klassenfrage, die Klassenfrage ist eine Frauenfrage
Die zentrale Forderung der feministischen Kampagne lautete, Hausarbeit (Care-Arbeit) mit einem Lohn zu vergüten. Ziel dabei war es, die materielle Grundlage der Unterdrückung der Frau in den Mittelpunkt zu stellen. Dalla Costa betrachtete die isolierende und unsichtbare Hausarbeit dabei als spezifische Form der Unterdrückung von Frauen im Kapitalismus und als zentrales Mittel der herrschenden Klasse, um die gesamte Arbeiterklasse auszubeuten. Die Klassen- und die Frauenfrage wurden somit als eine unlösbar verbundene betrachtet. Nichts weniger als die Funktion der Frau als Hausfrau zu zerstören, war das große Ziel, zu dem die Kampagne beitragen sollte.
„Wer behauptet, dass die Befreiung der Frau der Arbeiterklasse darin liegt, eine Arbeit außerhalb des Hauses zu finden, erfasst nur einen Teil des Problems, aber nicht seine Lösung. Die Sklaverei des Fließbands ist keine Befreiung von der Sklaverei des Spülbeckens. Wer dies leugnet, leugnet auch die Sklaverei des Fließbands und beweist damit noch einmal, daß man, wenn man die Ausbeutung der Frau nicht begreift, auch die Ausbeutung des Mannes nicht wirklich begreifen kann.“

– Mariarosa Dalla Costa: Die Macht der Frauen und der Umsturz der Gesellschaft. 1978, S. 41

#### Der Lohn als Instrument zur Kommandierung von Care-Arbeit
Einen essentiellen Beitrag zur Aufrechterhaltung der kapitalistischen Produktionsweise spielt der Lohn, so Dalla Costa. Durch ihn wird das Proletariat gespalten und die Ausbeutung der Nicht-Lohnarbeiter organisiert. Lediglich der männliche Lohnarbeiter bekommt eine finanzielle Vergütung für seine Arbeitskraft, die er an den Kapitalisten verkaufen muss. Der Arbeitstag der Frau endet im Gegensatz zu dem des Mannes im Kapitalismus nicht mit dem Verlassen der Fabrik. Ihr wird (noch zusätzlich) die Aufgabe zugeteilt, die Arbeitskraft der gesamten Familie wieder- bzw. überhaupt erst herzustellen.
Diese Art der Ausbeutung der Frau beschreibt Dalla Costa als noch effektivere Ausbeutung als die des klassischen Lohnarbeiters. Denn die geleistete Arbeit wird durch den fehlenden Lohn nochmal verschleiert und mystifiziert. „Die Frauenarbeit erscheint als persönliche Dienstleistung außerhalb des Kapitals“, schreibt Dalla Costa. Nur das Produkt ihrer Arbeit als Hausfrau, also der Arbeiter, ist sichtbar. Die Reproduktionsarbeit selbst, die erst Voraussetzung für jede andere Arbeit bildet und die Verrichtende dieser, scheinen im Produktionszyklus nicht auf.
Die Reproduktionsarbeit wird unsichtbar gemacht und ohne Lohn oder Streiks auch während der periodisch auftretenden Krisen des Kapitalismus weiter von den Frauen geleistet. Werden Familienangehörige durch die dem Kapitalismus immanenten Krisen arbeitslos, werden sie immer wieder im Haushalt aufgenommen. Dadurch leistet die Hausfrau einen stabilisierenden Beitrag um die Ausbeutung des Arbeiters weiter zu garantieren (siehe Regulationstheorie).

#### Die feministische Kritik am orthodoxen Marxismus
Mit dieser Analyse kritisierten die Hauptakteurinnen der Lohn-für-Hausarbeit Kampagne die Marxsche Auffassung der Produktivität von Arbeit bzw. die der fehlenden Produktivität von Hausarbeit. Im Gegensatz zu Marx und dem orthodoxen Marxismus, geht für die feministisch-marxistischen Denkerinnen die Hausarbeit bzw. Care-Arbeit über bloße Gebrauchswerte hinaus, insofern sie als wesentlich für die Produktion des Mehrwerts angesehen wird (Dalla Costa schreibt hier sogar von der Quelle für die Schaffung des Mehrwerts).
Darüber hinaus erweiterte Dalla Costa die Dimension der ökonomischen Ausbeutung nach Marx, um die Dimension der Disziplinierung. Sie sieht die Familie und die Schule als einen zentralen Erziehungsapparat im Sinne der Aufrechterhaltung kapitalistischer Verhältnisse an. Diese Einschätzung teilt auch Althusser, der ebenso die Schule als den primären ideologischen Staatsapparat des Kapitalismus sieht. Das heißt die Schule als den Ort zu betrachten, an dem stetig der Konsens für die kapitalistische Produktionsweise hergestellt werden muss.

#### Proletarier aller Länder vereinigt euch!
Weitergedacht bedeutet das, dass sich nicht nur in der Fabrik die Widersprüche zwischen herrschender und beherrschter Klasse äußern, sondern genauso auch im Klassenzimmer und am Küchentisch. Der Politikwissenschaftler Poulantzas gibt diesem Zugang ein Vokabular und führt den Begriff und die Idee von Kräfteverhältnissen in der Diskussion um die Aufrechterhaltung des Staates ein. Diese Verhältnisse treten überall in der Gesellschaft auf, wobei an jedem Ort um die Hegemonie gerungen wird. Dalla Costa beschreibt einige dieser Verhältnisse und führt die Parallelen in den Kämpfen, die an diesen Orten geführt werden, vor Augen. Die materielle Verdichtung all dieser Verhältnisse bildet schlussendlich nach Poulantzas den Staat.
Dalla Costa bezeichnete nun nicht nur Arbeitslose als Proletarier ohne Lohn, sondern auch Frauen und Kinder. Weitergedacht sieht sie nicht nur den Lohnarbeiter, der in der Fabrik streikt, als revolutionäres Subjekt. Genauso erkennt sie auch die Schüler, die sich im Bildungssystem auflehnen, die Frauen, ob sie nun die Erwerbsarbeit und/oder die Hausarbeit verweigern und People of Colour, die sich gegen ihren Ausschluss aus dem Produktionssystem stellen, als potentielle revolutionäre Subjekte für die Überwindung des Kapitalismus.

### Diskurs um die Lohn-für-Hausarbeit Kampagne
Die Kritik an der Kampagne kam vor allem von marxistischer, aber auch von feministischer Seite. Dabei wurde aus feministischer Sicht vor allem auf die Folgen, die bezahlte Hausarbeit mit sich bringt, hingewiesen. In der konkreten Umsetzung der Forderung ging es jedoch, nicht bloß darum, Frauen mit einer kleinen finanziellen Vergütung abzuspeisen und sie in ihrem Hausfrauen-Dasein aufzuwerten. Ein solcher Lohn würde eher einer von konservativer Seite oft geforderten Herdprämie gleichkommen, die die Hausfrauenrolle nur institutionalisieren und verfestigen würde. Der Grundgedanke glich viel eher dem des von Potere Operaio geforderten politischen Lohns. Die Idee war also, durch eine stetige Erhöhung der Lohnforderung, das kapitalistische System immer mehr zu schwächen, um es schließlich zu überwinden. Dalla Costa scheint, wie aus einer Anmerkung in ihrem Werk Die Macht der Frauen und der Umsturz der Gesellschaft hervor geht, sich dieser Gefahr durchaus bewusst:
„Ob die [...] Löhne, die wir gewinnen, Sieg oder Niederlage bedeuten werden, hängt von der Stärke unseres Kampfes ab. Von dieser Stärke hängt es ab, ob das Ziel für das Kapital eine Gelegenheit gibt, in noch rationellerer Weise das Kommando über unsere Arbeit zu organisieren, oder die Gelegenheit für uns, dieses reine Kommando zu schwächen.“

– Mariarosa Dalla Costa: Die Macht der Frauen und der Umsturz der Gesellschaft. 1978, S. 64
Die orthodox-marxistische Kritik bzw. auch die Kritik einiger marxistischer Feministinnen bezieht sich auf den starken Fokus auf die Hausarbeit. Denn bis dato wird versucht, die Befreiung der Frau über ihre Teilnahme an der Erwerbsarbeit voranzutreiben. Folgt man Dalla Costa's Thesen oder wirft einen Blick in die heutige Zeit, so sieht man, dass dies keineswegs die Befreiung der Frau, sondern vielmehr ihre doppelte Ausbeutung bedeutet. Warum eine so starke Fokussierung auf die Hausarbeit stattfand, lässt sich zudem auch mit einem Blick auf die Arbeitskämpfe beantworten, die vor der Entstehung der Kampagne im Zentrum der Aufmerksamkeit standen. Die meisten davon bezogen sich ausschließlich auf die Lohnarbeit, das heißt meistens auf die Situation des männlichen Lohnarbeiters. Daher kann der thematische Schwerpunkt der Kampagne als Reaktion auf vorherige Kämpfe und Kampagnen bzw. auch als Versuch der Diskursverschiebung erachtet werden.
Auch heute noch gibt es Debatten, wie z. B. in Bezug auf das Bedingungslosen Grundeinkommen, die ähnliche Argumente auf beiden Seiten verlautbaren lassen.

## Werke
- A General Strike. Italien (1972)
- Die Macht der Frauen und der Umsturz der Gesellschaft. (mit Selma James). Aus dem Engl. und Ital. v. Gisela Bock. 3. Auflage, Internationale Marxistische Diskussion 36, Berlin: Merve Verlag (1978); zuletzt Unrast, Münster 2022, ISBN 978-3-89771-333-8.
  - Potere femminile e sovversione sociale. (di S. James). Padua: Marsilio Editori (1972)
  - Brutto ciao. (Dalla Costa, Mariarosa e Fortunati, Leopoldina). Edizioni delle donne, Rom (1977)
  - Note su "La giovanta lavorativa in Marx" : appunti da un lettorato del "Capitale". Padua: CLEUP (1978)
- Family, welfare, and the state between progressivism and the new deal. Aus dem Ital. v. Rafaella Capanna. Brooklyn NY: Common Notion (2015)
  - Famiglia, welfare e stato tra progressismo e New Deal. Milano: Angeli (1992)
- Paying the price: women and the politics of international economy stategy (mit Giovanna F. Dalla Costa) London: Zed (1995)
  - Capitalismo e riproduzione. In Capitalismo NaturaSocialismo (Bonefeld, Werner et al) (1995)
- Some Notes on Neoliberalism, on Land and on The Food Question. 2. Auflage, Primavera: Canadian Woman Studies (1997)
  - Alcune note sul neoliberismo, la terra e la questione alimentare. Ecologia Politica (1997)
- Women, Development, and Labor of Reproduction: Struggles and Movements (mit Giovanna F. Dalla Costa) Trenton, NJ: Africa World Press (1999)
  - Donne e politiche del debito: Condizione e lavoro femminile nella crisi del debito internazionale. (di Giovanna F. Dalla Costa), Milano: Angeli (1993)
- The Native in Us. The Land We Belong to. The Commoner, no. 6 (2003)
- Gynocide: Hysterectomy, Capitalist Patriarchy and the Medical Abuse of Women. Aus dem Engl. v. Danila Obici and Ralph D. Church. Brooklyn: Autonomedia (2007)
  - Isterectomia: il problema sociale di un abuso contro le donne. Milano: Angeli (2002)
- Frauen und der Umsturz der Gesellschaft. Gesammelte Aufsätze, aus dem Italienischen übersetzt von Britta Grell und Gisela Bock, Unrast, Münster 2022, ISBN 978-3-89771-333-8.

## Rezeption
Dalla Costa veröffentlichte 1972 gemeinsam mit Selma James die erste Auflage ihres einflussreichstes Werk Die Frau und der Umsturz der Gesellschaft auf Italienisch.
Ihre Schrift gab den Startschuss für die zehn Jahre lang international in den 1970ern geführte Hausarbeits-Debatte. Ihr „kommt der Verdienst zu, dass im Zuge der neuen Frauenbewegung der beginnenden 1970er-Jahre die gesamtgesellschaftliche Relevanz der unbezahlten Haus- und Sorgearbeit neu thematisiert wurde. Durch ihre Arbeiten legte sie die fundamentale Bedeutung weiblicher Reproduktionsarbeit für das gesamte Wirtschaftssystem Westeuropas offen. Sie trug wesentlich zu der Erkenntnis bei, dass die in der Familie durch Frauen geleisteten Gratisarbeiten für die Produktivität der (meist männlichen) Erwerbsarbeit von wesentlicher Bedeutung sind.“ Die Hausarbeits-Debatte führte zur Sichtbarmachung der von Frauen geleisteten unbezahlten und unsichtbaren Hausarbeit und zur Forderung nach einer ökonomischen Unabhängigkeit der Frauen von den Männern. Hausarbeit wurde nicht länger als „natürliche“, „weibliche“ Aufgabe verstanden, die aus Liebe geleistet wird, sondern als im Kapitalismus eingebettete notwendige Reproduktion der Arbeitskraft.
Schon nach kurzer Zeit erschien Die Frau und der Umsturz der Gesellschaft in sechs Sprachen und gilt seither als Klassiker der Zweiten Internationalen Frauenbewegung. Es gilt als Dalla Costa's Hauptwerk und liefert bis heute einen wichtigen Beitrag zur wieder vermehrt geführten Diskussion rund um das Verhältnis zwischen Feminismus und Marxismus (siehe Der im Gehen erkundete Weg. Marxismus-Feminismus. Von Frigga Haug: Berlin 2015).